# Tanzglockenspiel

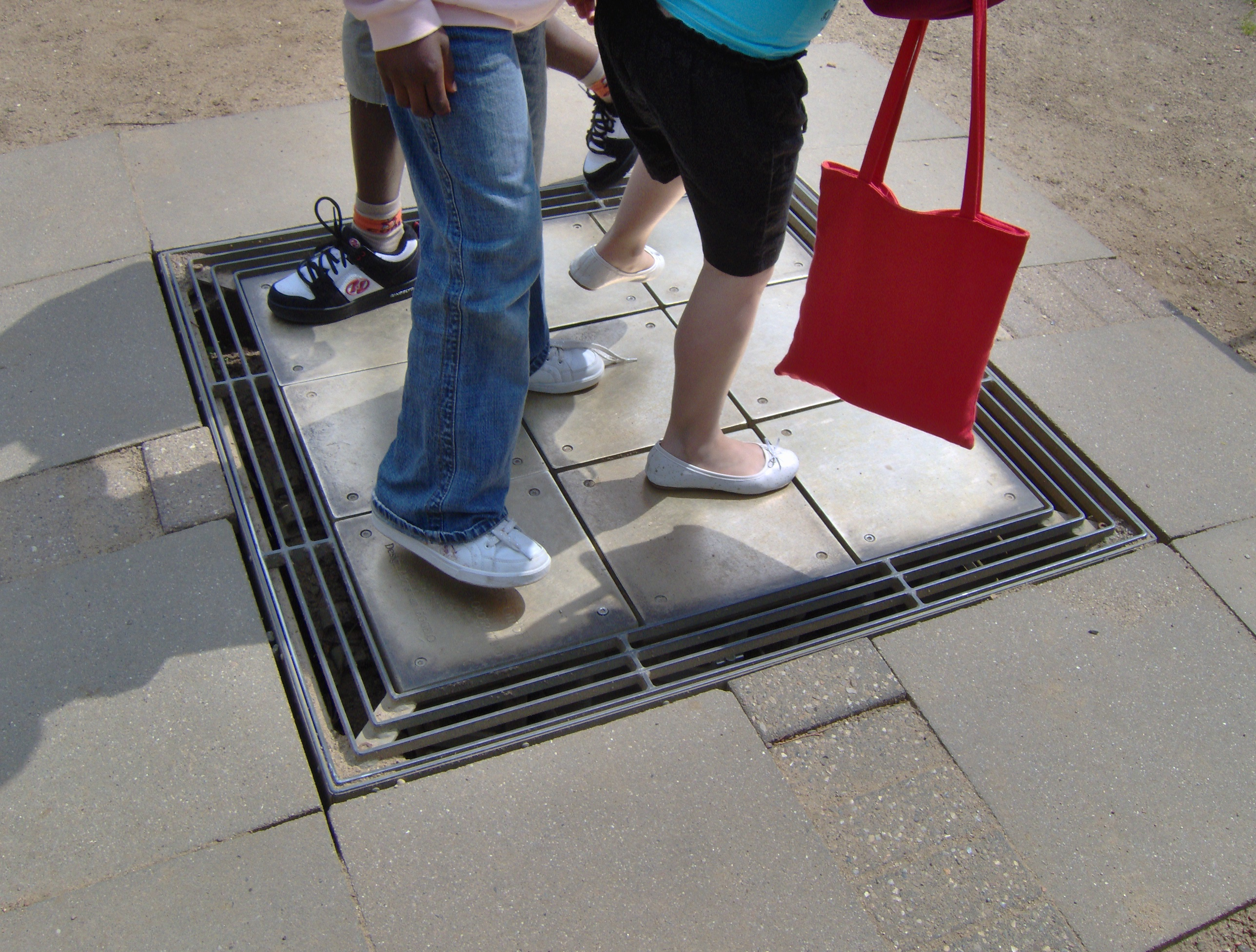
Tanzglockenspiel im Botanischen Garten in Hamburg

Ein Tanzglockenspiel ist ein mit den Füßen bespielbares Musikinstrument. Es besteht aus neun bronzenen Bodenfliesen, die beim Niederdrücken über eine Mechanik jeweils eine darunter befindliche Röhrenglocke anschlagen und erinnert in seinem Klang an ein Glockenspiel.

## Beschreibung
Die neun bronzenen Bodenfliesen sind in einem Quadrat angeordnet und werden gewöhnlich im Boden verankert. Die Töne werden erzeugt, indem der Spieler durch Hüpfen, Springen oder Tanzen auf den Fliesen die Hammermechanik betätigt. Das Tanzglockenspiel ist pentatonisch gestimmt und es können sowohl einzelne Töne und Melodien als auch Akkorde darauf gespielt werden. Der Klang ist glockenähnlich.

## Geschichte
Das Tanzglockenspiel wurde von Alfons van Leggelo in den 1970er Jahren erfunden und gestaltet. Es sollte die Bewegung des Gehens direkt mit Klang in Verbindung bringen. Das bronzene Instrument ähnelt in seiner Funktionsweise dem Carillon. Tanzglockenspiele wurden bereits an vielen Orten auf der Welt installiert, unter anderem in der HafenCity in Hamburg, in der historischen Nikolaivorstadt in Görlitz am Stadtsee in Bad Waldsee, im Maximilianpark in Hamm, auf dem Museumplein in Amsterdam und in Schulen für geistig oder körperlich behinderte Kinder.